# Ilovu, Mehedinți
Ilovu este un sat în comuna Căzănești din județul Mehedinți, Oltenia, România.

## Vezi și
- Biserica de lemn din Ilovu